# آنتسیندرا
آنتسیندرا (به لاتین: Antsindra) یک منطقهٔ مسکونی در ماداگاسکار است که در ایفانادیانا واقع شده‌است. آنتسیندرا ۷٬۰۰۰ نفر جمعیت دارد و ۴۷۱ متر بالاتر از سطح دریا واقع شده‌است.